# Jean Michel (Bischof)
Jean Michel († 28. Dezember 1468 in Lucens) war 1466 Bischof von Mondovì und von 1466 bis 1468 Bischof von Lausanne.

## Leben
Jean Michel war der Sohn eines gleichnamigen Adligen aus dem Piemont. Er studierte kanonisches Recht und war Propst in Vercelli, 1444 Pfarrer in Moudon und Domherr in Lausanne, 1446 auch Domherr in Genf. Er wurde 1461 Domdekan in Sitten und 1465 Kanzler des Herzogs von Savoyen. Im Jahr 1466 wurde er Bischof von Mondovì. Nach dem Tod Guillaume de Varax wählte das Domkapitel am 8. April 1466 den Apostolischen Protonotar und jüngeren Bruder des Herzogs von Savoyen, Franz von Savoyen, zum Bischof. Diese Wahl wurde auch von Bern unterstützt. Papst Paul II. weigerte sich jedoch, die Wahl zu bestätigen. Da das Domkapitel es unterliess, einen Alternativkandidaten zu wählen, ernannte Paul II. am 18. November 1466 Jean de Michel zum Bischof von Lausanne. Das Domkapitel akzeptierte die Ernennung erst 1467. Jean Michel betrat seine Diözese erstmals im November 1468. Auf der Rückreise von Bern, wo er Unterstützung gegen den Herzog von Savoyen gesucht hatte, starb er am 28. Dezember 1468 im Schloss von Lucens.